# 城中區 (台北市)
城中區為臺灣臺北市舊行政區之一，因轄有臺北府城而得名。位於臺北市建市時的市中心，今日臺北市西南側，地勢平坦。本區發展較鄰近的艋舺、大龍峒、大稻埕晚，因清治時期設立府治而形成市街，後為臺灣總督府及中華民國中央行政機關所在地。1990年裁撤，併入新設立的中正區和萬華區。

## 歷史

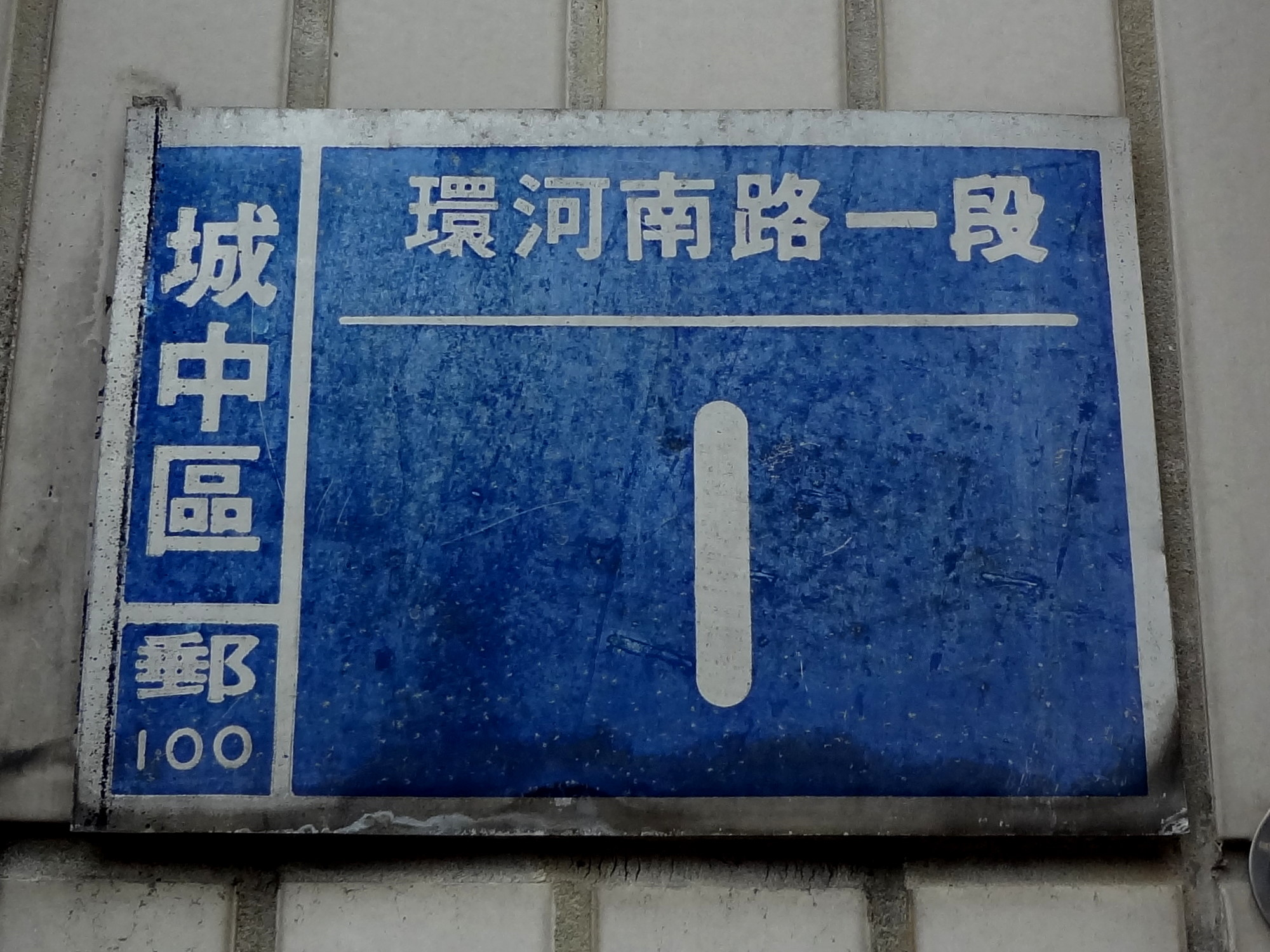
臺北市洛陽立體停車場殘留的城中區門牌

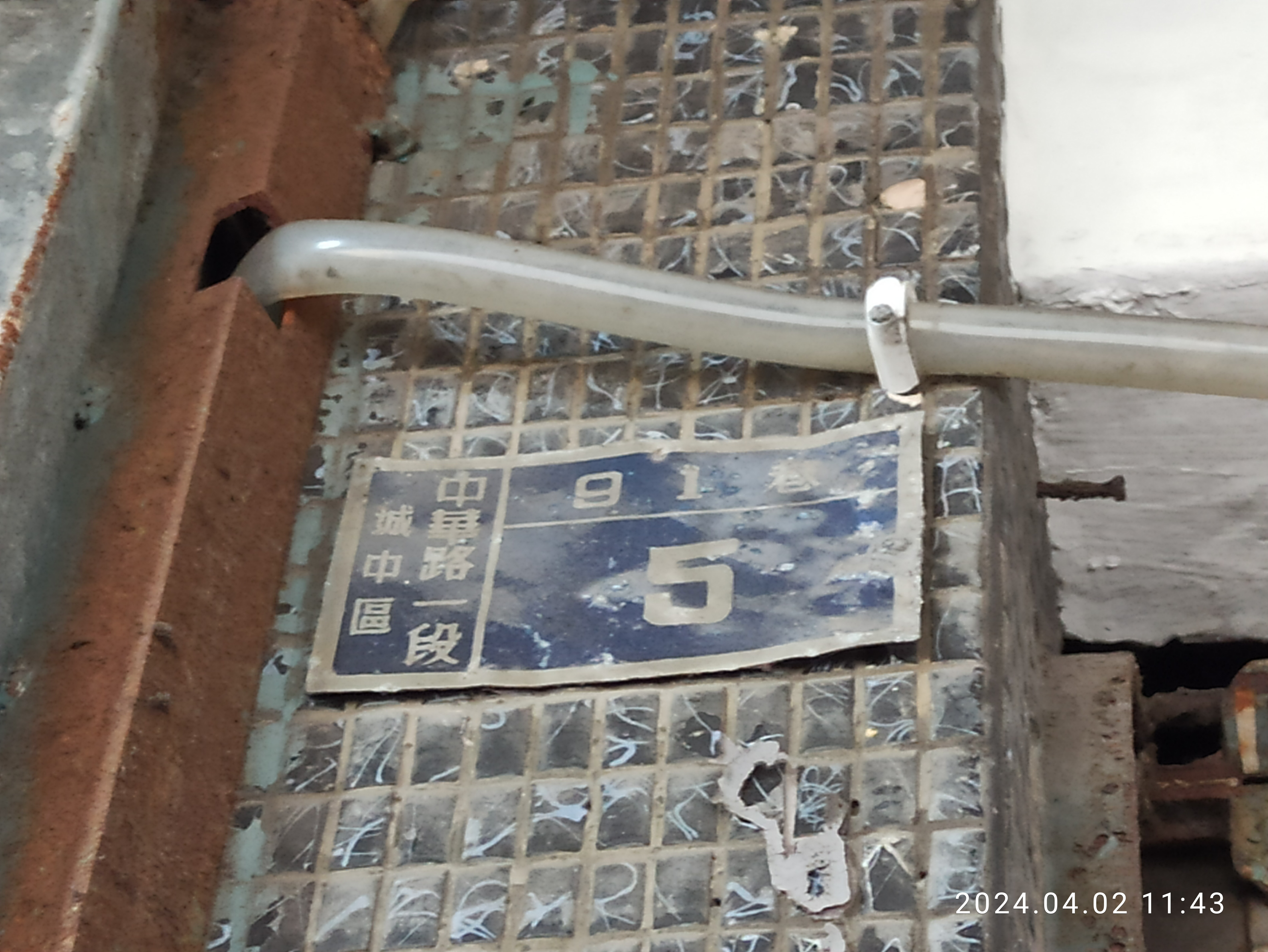
原臺北市城中區中華路一段91巷5號之門牌（今臺北市中正區建國里2鄰中華路一段91巷5號）

- 1740年：乾隆5年屬淡水海防廳淡水保大加蠟庄。乾隆25年屬淡水保艋舺渡街。嘉慶年間改隸淡水廳大加蠟堡。同治年間屬大加蠟堡三板橋庄[2]。

- 1876年：設臺北府，本區改隸臺北府淡水縣大加蠟堡三板橋庄[2]。

- 1879年：臺北府知府陳星聚決定臺北城城基與街道位置。

- 1880年：臺北府衙門落成。興建西門街、北門街、文廟及考棚。

- 1881年：興建府縣城隍廟。福建巡撫岑毓英積極籌建臺北城。

- 1882年：臺灣道道尹劉璈修改城基方向，城牆開始興建。1884年城牆完工。

- 1894年：臺灣巡撫邵友濂將省會移設臺北城。

- 1895年：日治初期原臺北府改設臺北縣，1901年臺北縣裁撤，改隸臺北廳[2]。

- 1909年：屬臺北廳直轄艋舺區之大加蚋堡臺北城內及部份艋舺（西門外）、古亭村區之大加蚋堡三板橋庄（東門外）[2]。

- 1920年：臺北州及臺北市設立，街庄改制為大字。1922年町名改正，文武町、書院町、乃木町、榮町、大和町、京町、本町、表町、明石町、北門町、樺山町、幸町、東門町、旭町、末廣町、壽町、築地町、濱町在戰後城中區轄內。

- 1946年：合併文武町、書院町、乃木町、榮町、大和町、京町、本町、表町、明石町、北門町、樺山町、幸町、東門町、旭町、末廣町、壽町、築地町、濱町為城中區。

- 1990年：臺北市行政區重劃，西門外（原末廣町、壽町、築地町、濱町）劃入萬華區，其他部分與古亭區中間部份合併成中正區。

## 臺北城建城史
1882至1884年初建臺北城，臺北府太守陳星聚原以子午線為縱軸，規劃城內為南北、東西向垂直之棋盤格局；後經臺灣道道尹劉璈重新規劃，使城廓向東旋轉十六度。劉璈的規劃是依據巒頭派的風水理論，將城廓東旋以後，臺北府城西邊是淡水河、東邊遠處是群山，加重了東方的份量，以求趨吉避凶。然而劉璈的作法也打破陳星聚原本規劃的格局，北門變在西北角門位置、大南門成了東南角門、東門成了東南門，所以又再增設小南門、東便門、北便門。不僅城門位置異變，城廓與原本的街道佈局也未能構成九十度直角，打亂原本工整的棋盤布局。
臺北城內官廳的布局，採用中國文化上常見的官廳、官署集中區的規劃。西方一直要到19世紀時，才發展出這種規劃模式。積極西化的現代日本，也曾試圖在東京運用在德國學到的經驗，規劃官廳集中區，不過最後失敗。因此當日治臺灣時，便嘗試在臺北城規劃新的官廳集中區。
1887年，即光緒十三年，臺灣建省。臺灣巡撫劉銘傳駐臺期間相當重視省城臺北城的發展，除了大力興建官署機關衙門外，更出現相當現代化、西化的公共設施，像是郵政、電報、衛生、飲水、照明等。以照明為例，除了政府衙門有電燈可使用外，西門街、新起街等也設有街燈，可說是當代全中國電力照明之先例。當時甚至有美國記者大衛森提到，臺北城的現代化高居全中國之冠。
1895年臺灣割讓，日軍接收臺灣，開始推動臺灣現代化，包括城市規劃與興建西式建築。自此，臺北城慢慢由中國傳統模式，變成中西混合的現代化城市佈局與運作模式，尤其日治中央政府所在的官廳集中區之現代化建設，對今日臺北城面貌影響最深。1897年日本政府為在臺北城進行地下水道修建工程，利用現代測量儀器繪製〈臺北及大稻埕、艋舺略圖〉，精準紀錄臺北城廓與街道樣貌，相較於之前不精確的中式地圖，更能滿足殖民政府軍事、政治管理與經營上的需求。1897年到1901年，日本政府拆除部分城垣以利於鐵路交通建設，可說是臺北城現代化的開端，臺北城也從防禦城變成開放城市。

## 日治時期臺北城之現代規劃

### 日本現代都市規劃的歐洲經驗
在日本帝國本國都市的現代化，率先由伊藤博文內閣參照歐洲將官廳集中於一區的做法，提出建設屬於日本的官廳集中區，展現日本邁入現代強國的決心。特別是日本在1867年推行「大政奉還」後，更需要借由新行政區，展現新政府的行政效率，以及不同於以往的新氣象。另一方面，日本政府預想中的的官廳建築群，應當在面積範圍、風格造形或品質標準，都具有當代歐美列強國家的水準，甚至能夠進一步成為國際上的新典範。從1875年起，接下來的十餘年，東京的官廳集中區計畫開始執行，地址在日比谷公園附近。為此將原先的工部省解散，另立直屬中央的臨時建築局，第一任局長為當時的外務大臣井上馨，由新組織全力負責這項計畫。日本的歐洲都市規劃經驗，相當程度上是學習自柏林。1871年，普魯士戰勝法國、創建德意志帝國之後，日本維新政府馬上派出使節團考察。此批考察團對共計46人，日後對日本產生重大影響的伊藤博文也在其中。其中還有孝明天皇的庶子松崎萬長，接下來13年中，繼續留在德國學習建築。松崎萬長在1884年回日本後，馬上就任為臨時建築局的技術長，參與東京日比谷的官廳集中計畫，貢獻良多。在當時的工作團隊中，有許多來自德國建築師負責的規劃，可見德國經驗對日本的重要性。
採用林蔭大道可說是最有代表性的影響之一。當年負責參與工程的德國建築事務所，特別引薦德國工程師霍布利希德前來東京考察、提供意見，尤其是針對林蔭大道與綠地花園的部分。他在日本停留的一個多月期間，便是由當時任職內務省衛生局的後藤新平陪同，此次合作經驗使後藤新平收穫不少，並在未來把合作經驗運用在台北城的規劃上。
當時負責日本官廳集中區設計的德國人伯克曼借用柏林經驗，打破東京城宮城內外的局限，設置「日本大通」（日本大道） 與「中央大通」（中央大道）為中軸線，皆由新宮殿向外延伸。日本大道不斷往南後，和右側的「天皇大道」，以及左側的「皇后大道」連接，形成三角形道路系統。在這些道路沿線上，設計了許多功能各異的政府官廳或公共建築，例如警視廳、裁判所、東京府廳、劇場劇院、旅館、餐廳，以及喫茶店。在三角形道路系統周圍，還連接許多大小圓環、以及具幾何造型的綠地花園。此處南端則是中央車站，繼續往下會連接中央大道，經過築地本願寺東邊，直接朝向東京灣。官廳集中區內的建築，雖然各有其獨立樣貌，但為了整體規劃，設計師充分利用軸線、廣場動線與寬敞大街的理性數學幾何與活潑多變的圖型組合，製造宏偉壯觀的效果，成為具有整體性風貌的現代化都市。
東京城建設工程開始後，日方與歐洲的交流依舊持續著。1886年10月德國「恩德與伯克曼公司]在日本勘查，日方便很積極地在下個月派遣二十位日本人前往柏林學習。隊伍由英國建築師康德爾，其中三位成員都是出生自東京技術學院的臨時建築局職員，分別是河合浩藏、渡邊讓及妻木賴黃，其中前兩位又曾協助伯克曼在東京作都市規劃藍圖的素描。以上三人再加上具有皇室背景、長年留學德國的松崎萬長，雖然相當有才華，但無法見容於日本傳統，以後到臺北，反倒是在臺灣發揮才能。

### 臺灣受德國風氣影響
臺灣雖然在日治時代初期，前三任總督樺山資紀、桂太郎、乃木希典對臺灣本地的工作集中於鎮壓民變與軍事占領，仍漸次著手於臺北城市規劃改造與修建工作，例如規劃官舍區以安頓總督以下各級官吏，以及從日本派遣智囊團來臺。其中包括1896年隨第二任總督桂太郎就任，來台考察的首相伊藤博文、衛生局長後藤新平等人。
考察團中，首相伊藤博文與外相井上馨（臺灣總督桂太郎的岳父）是至交好友。伊藤博文與井上馨皆推動效法德國的制度與體系來對抗大英帝國，其中包括模仿德國的城市規劃與城市建築法規。1886年井上馨在東京日比谷官方集中計畫區中便強烈倡導德意志風格。臺灣總督桂太郎本人也留學德國，更曾奉派為駐德公使館武官。
歐洲自19世紀以來的都市規劃，強調視覺美感與功能並重，以幾何型態和對稱空間結構為基礎，放入機能性建設，其中包括道路、水道、衛生設備，以及各類型官廳行政機構。對於日本而言，西方的這套都市規劃相當值得學習，歐化之後，更繼續以臺灣各城市，尤其是臺北城，實驗現代化城市建設。就此角度而言，臺北也可說是當代日本統治下，最為先進的城市之一。後藤新平以後成為東京市長，可說明這種歷史趨勢。
後藤新平出身醫師，於1890年前往德國留學兩年，並且極為讚賞俾斯麥的治國政策。後藤新平1889年便主張將國家視為有機體，將國家事務治理廣義定義為衛生治療，衛生問題解決後，國家機能才能運作，也才能健全國體；主政者是醫生，政府官員應以客觀科學、生物學、醫學的方式認識國家病源與問題，用客觀、理性、現代科學的方式治理國家，所以衛生制度與衛生機關的建立和保健制度的確立是健全帝國的必備條件。十九世紀下半葉歐洲新興的強國，正像一個生命力旺盛的有機體，試圖使用各類現代化、科學化的方式治理，而強國的城市，例如德國柏林，正快速擴張與科學理性規劃，漸漸由地方城鎮轉變成現代國際性首都。規劃柏林都市發展的專家霍布利希德 ( 曾在1887年受邀至東京考察，當時陪同調查的後藤新平深受影響。日後任職衛生局的後藤新平特別重視各類衛生調查工作，到臺灣的第一項工作，也是先做科學式的調查。
後藤新平隨著1896考察團來臺，馬上開始調查臺灣全島衛生設施、上下水道設計。隔年調查成員便向總督提議，將臺北市街下水道設計與道路擴建工作合併共同規劃。另外，臺北城的發展也受限於城內街道佈局與城廓上的不協調。在考察團來臺的同一年，臺灣總督府設置民政局臨時土木局(民政部土木局的前身)，當時聘用具有土木科專業背景的長尾半平與濱野彌四郎兩人，從1889年起，接下來十年，共同推動臺北城區的現代化發展。

### 後藤新平「文裝的武備」與臺北都市政策
當臺北在進行大規模改造時，總督府民政長官後藤新平認為，建築即為「文裝的武備」， 換言之，「把城市興建看成是一種軍事武備，是國家強盛的必要裝備，可防備抵抗運動」。在德國留學期間，曾親眼看到柏林如何從地區性城市，變成全德國、全世界等級的國際大都市。因而來到臺灣後，也想要將同樣的規劃概念運用在台北市，使這座城市擁有相當完善、便利的現代化機能，具有抵抗各種挑戰的抗體。事實上，後藤新平之後在1920年至23年擔任東京市長期間，也提出大規模的都市改建，很多項目都和當年的臺北城市改造一樣：完善的水道系統、充足的公共設施、開闊便捷的街道、將城市傳統融合現代需求等。雖然東京的改造因為政黨競爭、缺乏中央政府支持等因素而難以順利執行，依然可以看出，他的臺灣經驗反而回過頭來影響東京的發展。

### 日治政府的臺北城現代化規劃
日治時期的臺北城市規劃，相當程度上是參考歐洲大城市的經驗，特別是拆除舊有城牆，擴大城市發展區域的概念。自17世紀以來，像是倫敦、巴黎、維也納、柏林與阿姆斯特丹等城市，先後拆除城牆，進而重新整頓城市。
臺北在拆除舊城牆後，決定鋪設四通八達的街道。日治總督府民政局臨時土木局主要仍依循舊規，依照城內傳統布局規畫新道路，例如延長北門街（今衡陽路），特別是向南擴建，成為貫穿南北城區的道路，南段部份則為文武街。至於作為城市中軸線的府前街（今重慶南路一段），如今貫穿整座城市。此外，也鋪設許多東西向道路。使傳統上以軍事防守為出發點的城市，轉變為注重交通需求的現代化城市。至於城內街區，當時的規劃邏輯，是將整個城市依照「街廓」劃分，成內共畫出52個街廓。受限於舊有街道、建築並不成正角對稱，新街廓的外型往往也呈現各種不對稱矩形、不對稱多邊形。以街廓為單位，新城市也發展出與清代沿著街路兩側發展的線性模式截然不同的樣貌。 此外，在建築材料上，臺北官廳集中區也有其獨特之處：許多建築大量運用紅磚。由松崎萬長與渡邊萬壽設計，在1908年完成的臺北鐵道飯店，是當時最有代表性的案例之一。
雖然規模不比歐洲現代化城市，但在日本人接收臺北時，該城已經是個頗具現代化的城市，而且擁有相當明確的官廳集中區，內含財政、經濟、軍事、商務、郵政、電信、電報等重要功能。從臺灣歷史來看，臺北可說是近現代化過程中的一個新嘗試。當時許多日本人也相當想要實驗現代化的官廳集中區，在臺北這塊殖民地上，較為年輕的建築師或官員，可以更不受傳統阻礙，在既有基礎上，更進一步施行現代化。從1900年公布的〈臺北城內市區計畫〉可知，初期計畫僅限於城內地區，明顯是想利用清代的「官署集中區」，大肆開發遺留房舍或空地，作為未來新政治核心區域。在不久後，繼續發展成更完整的「臺北城官廳集中區」。
日本人同時也將現代的都市規劃法引入臺灣，最早的法令之一即為，1900年11月制定的律令三十號「市區計画における建築制限に関する規定」(《關於市區計畫及建築限制之規定》)。 隔年，日本頒布新的都市規劃法，在前年的基礎上擴大規劃，將範圍擴及舊城區以外，讓拆除城牆顯得有其必要性。

### 第三回市區計畫：中式棋盤結構注入西式巴洛克幾何佈局
1905年時，日本總督府公佈第三個版本的臺北市現代化計畫。比起先前版本，新版本的範圍不侷限在臺北城中心，而是擴及到其周圍的艋舺、大稻埕，以及東門、南門及三板橋（南門以南及南門東南地區）一帶，規模顯然大上許多。主要負責人依舊是後藤新平的愛將長尾半平。 根據當年的〈臺北區改正圖〉可知，新計畫在傳統的棋盤式方格佈局上，增加了許多歐洲自巴洛克時期、啟蒙運動以來的幾何造型與空間概念。例如城牆拆除後的空間，原先討論規畫成公園廣場，最後還是決定規劃三線道的林蔭大道，成為日後大臺北市的重要交通幹道。 當時公佈的計畫中，已經可以看出「臺北新公園」（今日228公園）的規劃，它與官廳集中區的關係密切，被納入整體計畫，成為重要都市新景觀的一部分。
臺北城牆拆除時，位於轉角處的角樓地方，放置放射狀圓環，主要幹道由此向外延伸，成為各區塊的重要連結點。除了交通功能，也刻意利用這些圓形交叉點，塑造特殊城市景觀，配合林蔭大道，使之成為城內新地標。東北邊的圓環成為今日忠孝東路與中山南、北路的交叉點；東南角圓環處則配合三角形岔路往東南方，也就是今日愛國東路與羅斯福路一段兩馬路所形成的交會點。在更往外的地方，運用更多三角形道路、不等邊四邊形、錐狀道路系統，連接臺北城與城外東南地帶、新店溪旁的區域，規劃上相當靈活多元。至於今日的羅斯福路、南海路、金華街、林森南路等，也是當年為了強化交通的五線道路。北門圓環是由五條放射狀道路圍繞，原本城牆所在區域變成今日忠孝西路與中華路一段，當年就是美麗的林蔭大道。 西半部的規劃，同樣大量運用三角形、不等邊四邊形、斜向道路等手法，強化舊有的道路系統。此時的新道路之寬度共有兩項標標準，一為72.8公尺，另一為145.6公尺。

### 規劃興建臺北香榭里大道：〈參道〉敕使道路
臺灣劍潭神社於1900年完工，臺灣總督府則是在1919年興建 。在當時的規劃中，刻意規劃一條世界級規格、橫亙臺北城的南北向重要道路（今日中山北路）以連接兩處，其在1936年完工。 當時採用「地帶超過收用法」處理兩旁景觀。該法意味著，「除了原有道路用地外，也徵收道路兩側連帶的區塊，如此一來，可同時將周邊不完整的土地同時納入城市規劃中，或者再規劃入公共建設預定地中，作了規劃以後的區塊，以高價賣掉，收購者需依照規劃加蓋，因此，整塊區塊與建築都有了統一整齊的面貌」。
整體而言，新版本的城市規畫，其道路系統更注重往東西向延伸，南北巷道路為輔助。這種規畫概念其實也有生物學上的原理，考量到臺北城多吹東風，東西向道路可減少灰塵累積，也能有充足陽光，可說是相當符合日本政府提倡的衛生概念。

### 臺北古蹟與東京古蹟命運不同
改造臺北城市的過程中，不可否認的，日本殖民政府確實比較沒有善待城內古蹟。以東京為例，明治政府在首相伊藤博文(1841-1904)的帶領下，與德國建築師恩德與伯克曼合作主持「日比谷官廳集中計畫」。 計畫中盡可能保留江戶城的原貌，特別是の字形向右渦旋旋轉組成的城廓，包括本丸、二丸、三丸、西丸和北丸， 除了天災之外，必須加以完整保存，更不可拆建，妥善保存後成為今日「皇宮居留地」。不過在臺灣，不僅有強力公權力介入景觀重建，甚至利用1911年的的風災後重建工程，大肆拆除清代建築與木造平房，實施「京町改築」都市計畫與公共衛生建設。大幅改造的結果，使臺北城與歷史、傳統有了相當大的脫離。日後日本施行的都市相關法規，依舊缺乏保護古蹟、歷史建築的思維。
在此環境下保留的舊城門：東門（照正門） 、大南門（麗正門）、小南門（重熙門），北門（承恩門），算是少數特別案例。以後藤新平為領導，以長尾半平為主管，以野村一郎為輔佐的年輕都市規劃群，將城門設計成圓環功能，並和巴洛克造形結合一起，使臺北城的樣貌加入了現代性特質。

## 日治時期臺北城中區建築

### 台灣總督府
「台灣總督府廳舍」（今日總統府）建於一九一二年至一九一九年，是日本殖民政府在台北興建的官署建築。此建築為歐洲歷史主義（Historicism）下的新文藝復興風格，造型與結構強烈受到歐洲十九世紀歷史主義風格與功能的影響。總督府廳舍位於台北舊城內，座西向東，整座建築是由四條長形長翼圍繞，組成封閉式的矩形結構體，這組矩形建築整體，中央貫穿主軸中翼，將矩形建築圍成兩個中庭，建築物正面主樓中央，有一高達六十公尺的樓塔，與當時當地其他建築比較，是最高與顯著的建築。台灣總督府首要功能是行政機構，但同時也代表殖民統治者的執政權威，尤其建築師嘗試利用西式造型來表現建築物的現代化與高效率外，也同時借用東方建築空間佈置上的中軸理念來突顯執政者的權威形象。

#### 台灣總督府建築的中央級和地方級設計元素
台灣總督府正面設計有西式建築市政廳的面貌與外表，是地方政府規格，但內部空間以中央縱軸線的組成，卻是帝國模式、全國中央級的規格。主要建築師為森山松之助與長野宇平治。森山松之助巧妙地把高塔與穹窿同時設計在一個建築體內，雖然高塔與穹窿、地方與中央是兩種相對立的造型與象徵，但總督府卻同時擁有高塔與穹窿，是地方，也是中央，更具皇族氣派。總督府中央縱軸線上的曲錐穹窿雖然不如其它歐洲穹窿高大，且隱藏在正面樓塔之後，從整棟建築外表看並不非常顯眼，但卻是放在整座建築的中心位置，穹窿下敞廳是整座建築最華麗氣派的部位，以中國建築中軸線分析，它正符合東方尊卑倫理觀念，越在中央越顯建築體地位尊貴，曲錐穹窿因在高塔與四翼之後，所以也有東方宮殿隱密、幽靜深遠與深不可測的肅穆。所以正面外表看是講究行政效率、辦公實用的市政廳官署建築，內在卻隱藏著具有帝國宮殿氣派中央級的穹頂。長野宇平治則開創倒「日」字形平面結構在亞洲的使用先例，一九三六年東京國會議事堂直接仿自台灣總督府，也沿用了此倒「日」的平面設計，借助森山松之助的巧妙修正，使總督府同時具備地方政府與帝王宮殿的雙重性格與特徵。在兩位優秀建築師的精心創作下，台灣總督府成為當代稀少的建築融合體，它把當時藝術、文化、政治的衝突，恰當的化解開來，且把地方精神與中央精神融為一體，反應了整個台日接觸的時代精神內涵。

#### 台灣總督府建築對台北現代城市面貌的影響
台灣總督府新廳舍位於台北城的正中心點，符合東方建築中心軸線思想的理論，它與清末一樣，仍是政治權力的中心，但另一方面建築本身採東西橫軸向，破除了傳統坐南朝北的縱軸線佈局與風水觀，符合當時日治政府提倡向東，面向陽光，較明亮、採光佳，較現代衛生、空氣流通的原則。早在總督府廳舍設計競圖比賽公佈（1906年）之前，新廳舍敷地（預定地）的地點、位置、面積及方向都已確定，由一九〇五的「台北市區改正計畫圖」中可看出未來總督府新廳舍正門朝東，位於原來清代的文武街上，正面大門面對東門街（今凱達格蘭大道），直通東城門，在此新的市區規劃中，東城門城牆已拆除，且利用圓環及五條放射星狀道路規劃，使東城門成為新的重要交通聯繫點，未來總督府便面向此交通要點；長野宇平治與森山松之助為台灣總督府所設計的中軸線正好連接上東城門延伸出來的東西軸線，除了總督府建築本身外，中軸線正借東西軸道與東側新市區相連接，由一九〇五年十月公告第一九九號公布「台北市區改正計畫」中，可預知城東側新市區東向幹道將成為市區街道之主軸，總督府中軸線正是這條新主軸幹道（今凱達格蘭大道與仁愛路）的起點。總督府的東西向中軸線與面朝東向的規劃，預告了未來台北新城向東擴展的趨勢，由一九三二年「台北市區計畫街路及公園圖」中分析，總督府中軸線的東西走向，的確調和了清末以來單重南北縱向發展的缺失，使縱橫軸線交錯的棋盤道路網更為周全密集。不管舊城區或新市區的規劃，也因加入更多數學理性造型，如圓形、橢圓、半圓、錐形、三角形等西式造型，像圖環、放射星狀道路、廣場等建築元素，使方格佈局與幾何佈置結合，原本封閉的城市格局慢慢轉變為向四周開放的城市格局，以多元取代單一，台北城市面貌因此更現代化、更進步。

## 地理位置
西北延平區，北接建成區，東北中山區，東面為大安區，南鄰古亭區，西南為龍山區，西瀕淡水河。

## 行政區劃
| 福星里 慈壽里 萬壽里 a b 北門里 光復里 建國里 黎明里 文賓里 梅花里 華幸里 東門里 忠勇里 幸福里 文北里 文陽里 文祥里 幸市里 a: 延華里b: 龍華里 |

1990年臺北市行政區重劃，福星里、慈壽里、萬壽里併入萬華區，其餘部分則併入中正區。
| 臺北州臺北市                           | 臺北州臺北市              | 城中區 | 城中區      | 城中區     | 城中區     | 中正區      |
| 三板橋                                 | 1922年 4月                | 1947年 | 1950年 12月 | 1954年 2月 | 1981年 4月 | 現行        |
| -------------------------------------- | ------------------------- | ------ | ----------- | ---------- | ---------- | ----------- |
| 龍匣口 古亭村                          | 旭町                      | 營邊里 | 營邊里      | 營邊里     | 忠勇里     | 東門里      |
| 龍匣口 古亭村                          | 東門町                    | 營邊里 | 營邊里      | 忠勇里     | 忠勇里     | 東門里      |
| 東門外 埤頭 埤子腳                     | 東門町                    | 東門里 | 東門里      | 東門里     | 東門里     | 東門里      |
| 東門外 埤頭 埤子腳                     | 東門町                    | 文北里 | 文北里      | 文北里     | 文北里     | 文北里      |
| 東門外 埤頭 埤子腳                     | 東門町                    | 文陽里 | 文陽里      | 文陽里     | 文陽里     | 文北里      |
| 東門外 埤頭 埤子腳                     | 東門町                    | 文陽里 | 文陽里      | 文陽里     | 文陽里     | 文祥里      |
| 東門外 埤頭 埤子腳                     | 東門町                    | 文祥里 | 文祥里      | 文祥里     | 文祥里     |             |
| 東門外 埤頭 埤子腳                     | 東門町                    | 文南里 | 文南里      | 文南里     | 文祥里     |             |
| 大竹圍                                 | 幸町                      | 幸市里 | 幸市里      | 幸市里     | 幸市里     | 幸市里      |
| 大竹圍 莿子埒                          | 幸町 樺山町               | 玖橋里 | 玖橋里      | 玖橋里     | 幸市里     | 幸市里      |
| 大竹圍 莿子埒                          | 幸町 樺山町               | 玖橋里 | 玖橋里      | 梅花里     | 梅花里     | 梅花里      |
| 大竹圍 莿子埒                          | 幸町 樺山町               | 華幸里 | 華幸里      | 華山里     | 梅花里     | 梅花里      |
| 大竹圍 莿子埒                          | 幸町 樺山町               | 華幸里 | 華幸里      | 華幸里     | 華幸里     | 幸福里      |
| 大竹圍 莿子埒                          | 幸町 樺山町               | 桂花里 | 桂花里      | 桂花里     | 華幸里     | 幸福里      |
| 大竹圍 東門外                          | 幸町                      | 杜聚里 | 杜聚里      | 杜聚里     | 幸福里     | 幸福里      |
| 大竹圍 東門外                          | 幸町                      | 幸福里 | 幸福里      | 幸福里     | 幸福里     | 幸福里      |
| 城內                                   | 1922年 4月                | 1947年 | 1950年 12月 | 1954年 2月 | 1981年 4月 | 現行        |
| 大稻埕 北門口街                        | 北門町                    | 北門里 | 北門里      | 北門里     | 北門里     | 光復里*     |
| 大稻埕 北門口街                        | 北門町                    | 北門里 | 北門里      | 北門里     | 北門里     | 黎明里      |
| 府後街 北門街 府直街 府前街 石坊街     | 明石町 表町               | 府後里 | 府後里      | 府後里     | 黎明里     |             |
| 府後街 北門街 府直街 府前街 石坊街     | 明石町 表町               | 府後里 | 府後里      | 明光里     | 黎明里     |             |
| 府後街 北門街 府直街 府前街 石坊街     | 本町 京町                 | 府北里 | 府北里      | 府北里     | 黎明里     |             |
| 府後街 北門街 府直街 府前街 石坊街     | 本町 京町                 | 府南里 | 府南里      | 府南里     | 黎明里     |             |
| 文武廟街 書院街 東門街 南門街          | 榮町 文武町               | 榮文里 | 榮文里      | 榮文里     | 黎明里     |             |
| 文武廟街 書院街 東門街 南門街          | 榮町 文武町               | 榮文里 | 榮文里      | 文賓里     | 文賓里     | 建國里      |
| 文武廟街 書院街 小南門街 南門街        | 榮町 文武町 書院町 乃木町 | 文武里 | 文武里      | 文武里     | 建國里     | 建國里      |
| 文武廟街 書院街 小南門街 南門街        | 榮町 文武町 書院町 乃木町 | 文武里 | 文武里      | 建國里     | 建國里     | 建國里      |
| 石坊街 北門街 撫臺街 西門街            | 榮町 本町 大和町 京町     | 光復里 | 龍華里      | 龍華里     | 龍華里     | 建國里      |
| 石坊街 北門街 撫臺街 西門街            | 榮町 本町 大和町 京町     | 光復里 | 龍華里      | 龍華里     | 龍華里     | 光復里      |
| 石坊街 北門街 撫臺街 西門街            | 榮町 本町 大和町 京町     | 光復里 | 光復里      | 光復里     | 光復里     |             |
| 石坊街 北門街 撫臺街 西門街            | 榮町 本町 大和町 京町     | 撫臺里 | 撫臺里      | 撫臺里     | 光復里     |             |
| 石坊街 北門街 撫臺街 西門街            | 榮町 本町 大和町 京町     | 撫臺里 | 延華里      | 延華里     | 延華里     |             |
| 艋舺                                   | 1922年 4月                | 1947年 | 1950年 12月 | 1954年 2月 | 1981年 4月 | 萬華區 現行 |
| 久壽街 布埔街 江濱街 後菜園街 將軍廟街 | 末廣町 壽町               | 國際里 | 國際里      | 國際里     | 福星里     | 福星里      |
| 久壽街 布埔街 江濱街 後菜園街 將軍廟街 | 末廣町 壽町               | 福星里 | 福星里      | 福星里     | 福星里     | 福星里      |
| 久壽街 布埔街 江濱街 後菜園街 將軍廟街 | 築地町 濱町               | 築城里 | 築城里      | 築城里     | 福星里     | 福星里      |
| 久壽街 布埔街 江濱街 後菜園街 將軍廟街 | 築地町 濱町               | 福壽里 | 福壽里      | 福壽里     | 慈壽里     | 福星里      |
| 久壽街 布埔街 江濱街 後菜園街 將軍廟街 | 築地町 濱町               | 公館里 | 公館里      | 公館里     | 慈壽里     | 福星里      |
| 久壽街 布埔街 江濱街 後菜園街 將軍廟街 | 濱町 築地町 壽町 末廣町   | 江濱里 | 江濱里      | 江濱里     | 慈壽里     | 萬壽里      |
| 久壽街 布埔街 江濱街 後菜園街 將軍廟街 | 濱町 築地町 壽町 末廣町   | 慈雲里 | 慈雲里      | 慈雲里     | 慈壽里     | 萬壽里      |
| 久壽街 布埔街 江濱街 後菜園街 將軍廟街 | 濱町 築地町 壽町 末廣町   | 萬壽里 | 萬壽里      | 萬壽里     | 萬壽里     | 萬壽里      |
| 久壽街 布埔街 江濱街 後菜園街 將軍廟街 | 濱町 築地町 壽町 末廣町   | 長壽里 | 長壽里      | 長壽里     | 萬壽里     | 萬壽里      |
| 總計                                   | 18町                      | 29里   | 31里        | 37里       | 19里       | 11里        |

## 外部連結
- 臺北市文獻委員會館藏民國49年臺北市區圖(城中區一) （页面存档备份，存于）
- 臺北市文獻委員會館藏民國49年臺北市區圖(城中區二) （页面存档备份，存于）